# La Martinière Diderot
Pour les articles homonymes, voir La Martinière et Martinière.
La Martinière Diderot est un établissement public d'enseignement qui est à la fois une école supérieure d'arts appliqués (ESAA) et un lycée d'enseignement scientifique et technologique situé à Lyon dans le quartier des Terreaux.

## Situation
L'institution dispose de trois implantations :
1. site Terreaux, bâtiment des Augustins (18 place Gabriel-Rambaud) ;
2. site Terreaux, ancien bâtiment de La Martinière Jeunes filles dit La Centrale (33 rue de la Martinière) ;
3. site Diderot, ancien bâtiment du lycée Diderot (ancienne école de tissage de Lyon), sur les pentes de Croix-Rousse (41 cours Général-Giraud).

## Historique
Claude Martin prévoit dans son testament que sa fortune soit utilisée après sa mort pour la création de cinq écoles (écoles La Martinière) : deux à Lucknow et deux à Calcutta (une pour les garçons et une pour les filles dans chaque ville), et enfin une dans sa ville natale de Lyon.
L'école de Lyon, destinée à l'enseignement technique des filles comme des garçons, prend d'abord place dans des salles vides du palais Saint-Pierre (ancienne abbaye de Saint-Pierre-les-Nonnains) et n'est ouverte qu'aux garçons. Les lieux s'avèrent rapidement insuffisants et inadaptés aux méthodes pédagogiques nouvelles de Charles-Henri Tabareau.
La Ville de Lyon acquiert auprès du département du Rhône l'ancien couvent des Augustins, occupé par la gendarmerie, en échange de son manège à chevaux situé dans l'ancien clos des Dames de Bellecour. Les jardins sont mis à disposition de la Ville dès le 1er janvier 1827. Les bâtiments, situés derrière l'église Saint-Vincent, ne sont libérés qu'au 1er janvier 1830 et sont remis officiellement le 13 août 1830. Avant que les élèves puissent intégrer les lieux, des aménagements sont réalisés de 1832 à 1834. L´école est officiellement inaugurée le 2 décembre 1833.
Les bâtiments historiques font l'objet de travaux d'aménagement et d'agrandissement dès 1844. Entre 1881 et 1887, un nouvel immeuble est érigé à l'angle de la rue Hippolyte-Flandrin et de la rue des Augustins, nouvellement créée. En 1896, l´immeuble se dressant entre l'entrée du 7, rue des Augustins et celle du 24, rue Hippolyte-Flandrin est racheté par la Ville de Lyon. Après démolition, les nouveaux bâtiments sont construits par Joseph Dubuisson.
Entre 1927 et 1930, d'importants travaux d'agrandissement, confiés à Jean Heinzelmann, donnent à l'édifice l'allure qu´on lui connaît encore aujourd'hui. Les bâtiments ne pouvant être étendus horizontalement, ils sont rehaussés.
Les jeunes filles se voient attribuer en 1872 un local 20, rue Royale. Les conditions s'avèrent très rapidement insuffisantes et insalubres. Le réaménagement de l'ancien couvent des Carmes offre l'occasion de construire un bâtiment dédié aux élèves féminines de l´institution. La Ville acquiert l´îlot à l´angle des rues de la Martinière et Louis-Vitet grâce à un legs de la veuve de Cuzieu. Les travaux sont réalisés en 1906-1907 par François Clermont et Eugène Riboud. La nouvelle école est inaugurée par le président de la République Armand Fallières le 19 mai 1907. Mais les locaux s'avèrent très vite exigus. En 1930, la directrice installe des élèves au 33, rue de la Martinière et au 7, rue des Augustins. La décision d'agrandir La Martinière des Filles est prise par la Ville de Lyon dès les années 1930 ; les plans des architectes Streichenberger et Sautour sont approuvés le 1er mai 1931. Mais les travaux ne sont pas réalisés. L'école pratique de jeunes filles de La Martinière est nationalisée par la loi du 25 juillet 1936. L'État entreprend donc les travaux. Les immeubles autour de l'école sont démolis, mais l'extension n'est toujours pas réalisée. Les travaux commencent en 1950, sur les projets de Michel Cuminal. 
Cette école accueillit bientôt des filles, et s’étendit jusqu'aux bâtiments de l’actuel lycée Jean-Moulin, à Fourvière.
Après la Seconde Guerre mondiale, La Martinière Terreaux, à l'étroit dans ses locaux datant du début du XIXe siècle, s’étendit : les filles s’exilèrent dans le tout nouveau quartier de La Duchère, l'actuel lycée La Martinière Duchère, alors qu’en 1967, sur un ancien terrain industriel du 8e arrondissement de Lyon, fut construit La Martinière Monplaisir, du nom du quartier qui l’accueillait. 
En 1978 toutefois, les trois Martinières lyonnaises devinrent indépendantes les unes des autres, même si les trois lycées entretiennent toujours de nos jours des relations privilégiées.
En 2006, le lycée de La Martinière Terreaux fusionne avec le lycée Diderot (ancienne école de tissage de Lyon). L'institution est renommée La Martinière Diderot. 
Les élèves de La Martinière désignent affectivement leur lycée comme La Martin, d'où la dénomination de « Martins » pour les élèves.

## Enseignements proposés

### Enseignement secondaire
Le lycée La Martinière Diderot propose comme enseignements d'exploration :
- seconde CCD (Culture, Création et Design) ;
- seconde SL, sciences de laboratoire ;
- seconde Biotech ;
- seconde MPS ;
- seconde CIT ;
- seconde Euro SI ;
- seconde SES PEFG, éco gestion STS.

On peut y préparer : 
- un bac S (option SI ou SVT ; spécialité mathématiques ou physique-chimie) ;
- un bac STI2D anciennement appelé STI, développement durable, options ITEC (innovation technologique et éco-conception), EE (énergies et environnement) et AC (architecture et construction) ;
- un bac STL, option SPCL ;
- un bac STD2A ;
- un bac professionnel PCEPC, MEI, MMV ou PLP.

L'école est aussi l'un des rares établissements en France à proposer :
- Le diplôme de technicien des métiers du spectacle (DTMS) option techniques de l’habillage.

### Enseignement supérieur
L'école supérieure d'arts appliqués La Martinière Diderot (ESAA) dispose de huit sections de diplômes nationaux des métiers d’art et du design (DN MADE), niveau 6 : 
- DN MADE, mention Graphisme, parcours Design de communication, image et édition ;
- DN MADE, mention Numérique, parcours Motion design et interfaces graphiques ;
- DN MADE, mention Mode, parcours Design, recherche, image ;
- DN MADE, mention Matériaux, parcours Recherche et création textile-surface, mode, cadre de vie, image ;
- DN MADE, mention Spectacle, parcours Costume formes-couleurs-matériaux/exploration et réalisation ;
- DN MADE, mention Espace, parcours Conception spatiale et lumière ;
- DN MADE, mention Objet, parcours Savoir-faire, produit, innovation sociale : inventer le design ;
- DN MADE, mention Événement, parcours Design expérientiel.

Elle dispose également de neuf sections de technicien supérieur (STS), qui permettent chacune de préparer, en deux ans, un BTS : 
- BTS DCEV, design de communication espace et volume ;
- BTS DE, design d'espace ;
- BTS DG, design graphique ;
- BTS DP, design produit ;
- BTS Métiers de la chimie ;
- BTS CIRA ;
- BTS MS option SP ;
- BTS IT, innovation textile ;
- BTS MMV, métiers de la mode et du vêtement.

L'ESAA prépare également le :
- Diplôme supérieur d'arts appliqués (DSAA) Design.

Le lycée abrite trois filières de CPGE arts et design (ENS Paris-Saclay - section C), ATS Métiers de la chimie et TPC Technologie, Physique et Chimie.

### Classement du lycée
En 2018, le lycée se classe 47e sur 90 au niveau de son académie et 1026e au niveau national, selon Le Figaro. Le classement s'établit sur plusieurs critères : le taux de réussite au bac, le taux de mentions au bac, la capacité à faire progresser les élèves et la capacité à garder les élèves.

### Concours général des lycées
Les élèves du lycée La Martinière Diderot sont régulièrement primés au concours général avec trois lauréats nationaux depuis 2006.
En 2023, c'est un élève de terminale du lycée la Martinière Diderot qui a obtenu le 1er prix du concours général des lycées dans la discipline Sciences Physiques et chimiques en laboratoire.

## Internat
Le lycée dispose d'un internat, d'environ 120 étudiants, accueillant des élèves du Secondaire.

## Mouvements sociaux
Comme de nombreux lycéens, les lycéens de Diderot ont, a plusieurs reprises, bloqué leur établissement et manifesté pendant des mouvements sociaux. 
- Durant le mouvement social contre la loi travail de 2016, le lycée a été bloqué[8].
- Le lycée a été bloqué en 2018 contre la réforme du bac[9].
- Durant le mouvement social contre la reforme des retraites de 2023 le lycée a été bloqué à plusieurs reprises[10],[11].